# Upāya
Upāya è un sostantivo maschile sanscrito con cui si indicano i "mezzi o espedienti atti a raggiungere uno scopo". È un termine proprio del Buddismo Mahāyāna con cui si indicano i "mezzi abili" dei buddha per aiutare gli esseri senzienti a realizzare la bodhi.
Nelle dottrine mahāyāna, tali "mezzi" sono indicati come "abili" ovvero "adeguati" perché sono sempre accompagnati dalla prajñā, la saggezza, e quindi in grado di svelare, comunicare e far comprendere  il Dharma profondo adattandosi alle capacità e alle condizioni dei diversi esseri senzienti.
Nelle altre lingue asiatiche il termine upāya viene reso:
- in cinese 方便  fāngbiàn;
- in giapponese 方便 hōben;
- in coreano 방편  bangpyeon;
- in vietnamita  phương tiện;
- in tibetano thabs;